# Sheffield Wednesday Football Club
Maillots
Actualités
Sheffield Wednesday Football Club est un club anglais de football basé dans la ville de Sheffield, il évolue en EFL Championship (deuxième division anglaise). Sheffield Wednesday est l'un des plus anciens clubs professionnels du monde et le cinquième plus ancien en Angleterre. Son principal rival est le Sheffield United.
Les Owls (les hiboux) ont remporté quatre championnats d'Angleterre, trois FA Cups et une Coupe de la Ligue.
Ils évoluent au stade d'Hillsborough situé dans un quartier du nord-ouest de Sheffield d'une capacité de 39 732 places.

## Repères historiques

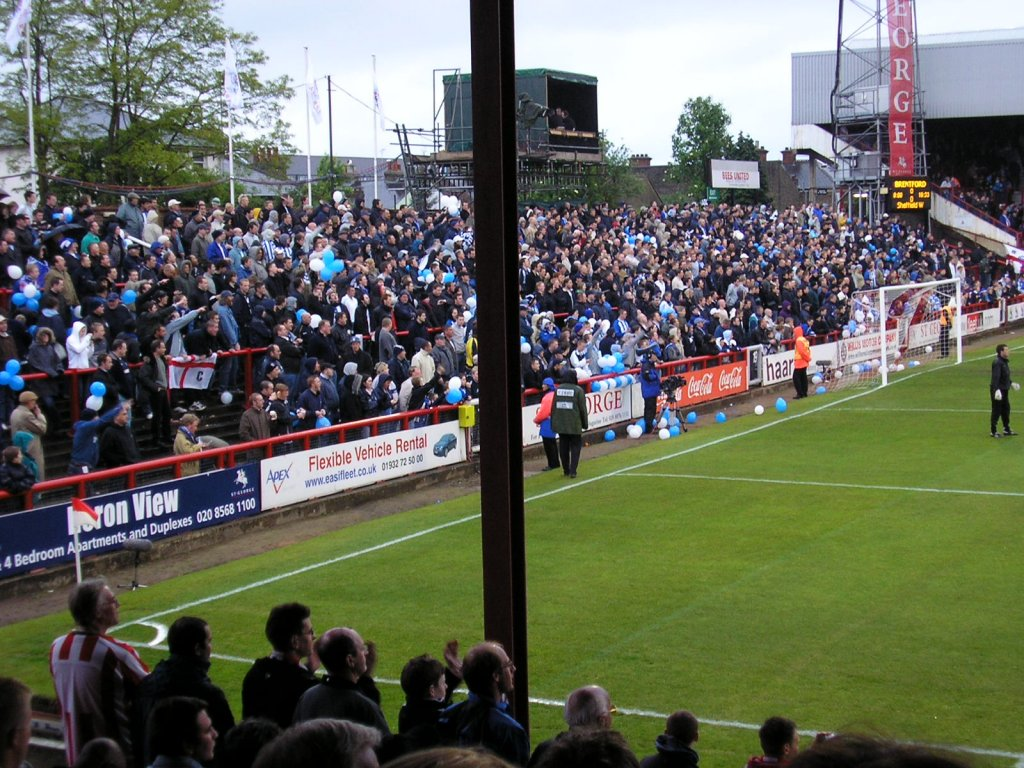
Les supporters de Wednesday en déplacement à Griffin Park en 2005.

- Les supporters de Wednesday en déplacement à Griffin Park en 2005.Fondé en 1867, le club adopte un statut professionnel en 1887 et rejoint la League en 1892 (Division 1). Le club se nomme The Wednesday jusqu’en 1929, puis Sheffield Wednesday FC depuis cette date.
- Le surnom Owls vient de la région de Sheffield où l'équipe jouait, qui s'appelle Owlerton.
- Son nom particulier (c'est le seul club anglais avec un nom incluant un jour de la semaine) provient du nom du club de cricket The Wednesday Cricket Club appelé ainsi car il jouait ses matches de cricket le mercredi. Une section football a été créée au sein de ce club de cricket, principalement pour que les joueurs restent ensemble pendant la saison d'hiver où il n'y avait pas de matches de cricket.
- Début 2015, il est acheté par Thai Union Frozen Group, une société thaïlandaise[5].

### Logo

1956-1973
1999-2016
depuis 2016

## Palmarès et records
| Compétitions nationales | Coupes nationales | Compétitions internationales |
| - Championnat d'Angleterre (4) : - Champion : 1903, 1904, 1929 et 1930. - Vice-champion : 1961. - Championnat d'Angleterre de deuxième division (5) : - Champion : 1900, 1926, 1952, 1956 et 1959. - Vice-champion : 1950 et 1984. - Championnat d'Angleterre de troisième division (0) : - Vice-champion : 2012. | - Coupe d'Angleterre (3) : - Vainqueur : 1896, 1907 et 1935. - Finaliste : 1890, 1966 et 1993. - Coupe de la Ligue (1) : - Vainqueur : 1991. - Finaliste : 1993. - Charity Shield (1) : - Vainqueur : 1935. - Finaliste : 1930. | - Ligue Europa (0) : - 1 participation. - Meilleur parcours : 2e tour en 1993. - Coupe des villes de foires (0) : - 2 participations. - Meilleur parcours : quart de finale en 1962. - Coupe Intertoto (0) : - 1 participation. - Meilleur parcours : phase de groupes en 1996. |

## Joueurs et personnalités du club

### Entraîneurs
Le tableau suivant présente la liste des entraîneurs du club depuis 1891.
| Rang | Nom                       | Période                     |
| ---- | ------------------------- | --------------------------- |
| 1    | Arthur Dickinson          | août 1891-mai 1920          |
| 2    | Robert Brown              | juin 1920-décembre 1933     |
| 3    | Billy Walker              | décembre 1933-novembre 1937 |
| 4    | Jimmy McMullan            | décembre 1937-avril 1942    |
| 5    | Eric Taylor               | avril 1942-juillet 1958     |
| 6    | Harry Catterick           | août 1958-avril 1961        |
| 7    | Vic Buckingham            | mai 1961-mars 1964          |
| 8    | Alan Brown                | juillet 1964-février 1968   |
| 9    | Jack Marshall             | février 1968-avril 1969     |
| 10   | Danny Williams            | août 1969-janv. 1971        |
| 11   | Derek Dooley              | janv. 1971-décembre 1973    |
| 12   | Steve Burtenshaw          | janv. 1974-octobre 1975     |
| 13   | Len Ashurst               | octobre 1975-octobre 1977   |
| 14   | Jack Charlton             | octobre 1977-mai 1983       |
| 15   | Maurice Setters (intérim) | mai 1983-juin 1983          |

| Rang | Nom                      | Période                      |
| ---- | ------------------------ | ---------------------------- |
| 16   | Howard Wilkinson         | juin 1983-octobre 1988       |
| 17   | Peter Eustace            | octobre 1988-février 1989    |
| 18   | Ron Atkinson             | février 1989-juin 1991       |
| 19   | Trevor Francis           | juin 1991-mai 1995           |
| 20   | David Pleat              | juin 1995-novembre 1997      |
| 21   | Peter Shreeves (intérim) | novembre 1997                |
| 22   | Ron Atkinson             | novembre 1997-mai 1998       |
| 23   | Danny Wilson             | juil 1998-mars 2000          |
| 24   | Peter Shreeves (intérim) | mars 2000-juin 2000          |
| 25   | Paul Jewell              | juin 2000-février 2001       |
| 26   | Peter Shreeves           | février 2001-octobre 2001    |
| 27   | Terry Yorath             | octobre 2001-octobre 2002    |
| 28   | Bill Green (intérim)     | novembre 2002                |
| 29   | Chris Turner             | novembre 2002-septembre 2004 |
| 30   | Mark Smith (intérim)     | septembre 2004               |

| Rang | Nom                    | Période                      |
| ---- | ---------------------- | ---------------------------- |
| 31   | Paul Sturrock          | septembre 2004-octobre 2006  |
| 32   | Sean McAuley (intérim) | octobre 2006-novembre 2006   |
| 33   | Brian Laws             | novembre 2006-décembre 2009  |
| 34   | Sean McAuley (intérim) | décembre 2009-janvier 2010   |
| 35   | Alan Irvine            | janvier 2010-février 2011    |
| 36   | Gary Megson            | février 2011-février 2012    |
| 37   | Dave Jones             | mars 2012-décembre 2013      |
| 38   | Stuart Gray            | décembre 2013-juin 2015      |
| 39   | Carlos Carvalhal       | juin 2015-décembre 2017      |
| 40   | Jos Luhukay            | janvier 2018-décembre 2018   |
| 41   | Steve Bruce            | janvier 2019-juillet 2019    |
| 42   | Lee Bullen (intérim)   | 2019                         |
| 43   | Garry Monk             | septembre 2019-novembre 2020 |
| 44   | Tony Pulis             | novembre 2020-décembre 2020  |
| 45   | Darren Moore           | mars 2021-juin 2023          |
| 46   | Xisco Muñoz            | juin 2023-octobre 2023       |
| 47   | Danny Röhl             | octobre 2023-juillet 2025    |

### Effectif actuel
Le 9/8/2025
| N° | Nat.                                                  | Poste | Nom du joueur      |
| -- | ----------------------------------------------------- | ----- | ------------------ |
| 1  | Drapeau de l'Irlande du Nord (drapeau du Royaume-Uni) | G     | Pierce Charles     |
| 2  | Drapeau de l'Écosse                                   | D     | Liam Palmer        |
| 3  | Drapeau de l'Angleterre                               | D     | Max Lowe           |
| 4  | Drapeau du Zimbabwe                                   | M     | Sean Fusire        |
| 5  | Drapeau de la Jamaïque                                | D     | Di'Shon Bernard    |
| 6  | Drapeau de l'Angleterre                               | D     | Dominic Iorfa      |
| 7  | Drapeau de la Tunisie                                 | D     | Yan Valery         |
| 8  | Drapeau de la Suède                                   | M     | Svante Ingelsson   |
| 9  | Drapeau de la Jamaïque                                | M     | Jamal Lowe         |
| 10 | Drapeau de l'Écosse                                   | M     | Barry Bannan ()    |
| 11 | Drapeau du Canada                                     | A     | Iké Ugbo           |
| 14 | Drapeau de l'Angleterre                               | M     | Nathaniel Chalobah |

| No. | Nat.                      | Position | Nom du joueur      |
| --- | ------------------------- | -------- | ------------------ |
| 17  | Drapeau de l'Angleterre   | A        | Charlie McNeill    |
| 18  | Drapeau de l'Angleterre   | A        | Bailey Cadamarteri |
| 19  | Drapeau de la Pologne     | A        | Olaf Kobacki       |
| 20  | Drapeau de l'Angleterre   | M        | Rio Shipston       |
| 22  | Drapeau de l'Irlande      | D        | Gabriel Otegbayo   |
| 23  | Drapeau du Brésil         | D        | Gui Siqueira       |
| 25  | Drapeau du pays de Galles | G        | Logan Stretch      |
| 27  | Drapeau de l'Angleterre   | D        | Reece Johnson      |
| 34  | Drapeau de l'Irlande      | G        | Killian Barrett    |
| 35  | Drapeau de l'Angleterre   | G        | Jack Phillips      |
| 36  | Drapeau du Portugal       | M        | Bruno Fernandes    |
| 37  | Drapeau de l'Angleterre   | M        | Jarvis Thornton    |

### Joueurs emblématiques
Joueur de l'année
| Année | Gagnant      |
| ----- | ------------ |
| 1969  | John Ritchie |

| Année | Gagnant          |
| ----- | ---------------- |
| 1970  | Peter Eustace    |
| 1971  | Peter Grummitt   |
| 1972  | John Sissons     |
| 1973  | Tommy Craig      |
| 1974  | Mick Prendergast |
| 1975  | Eric Potts       |
| 1976  | Eric Potts       |
| 1977  | Chris Turner     |
| 1978  | Tommy Tynan      |
| 1979  | Ian Porterfield  |

| Année | Gagnant        |
| ----- | -------------- |
| 1980  | Jeff Johnson   |
| 1981  | Mark Smith     |
| 1982  | Gary Bannister |
| 1983  | Mel Sterland   |
| 1984  | Gary Shelton   |
| 1985  | Imre Varadi    |
| 1986  | Martin Hodge   |
| 1987  | Lee Chapman    |
| 1988  | Gary Megson    |
| 1989  | Lawrie Madden  |

| Année | Gagnant        |
| ----- | -------------- |
| 1990  | David Hirst    |
| 1991  | Nigel Pearson  |
| 1992  | Phil King      |
| 1993  | Chris Waddle   |
| 1994  | Des Walker     |
| 1995  | Peter Atherton |
| 1996  | Marc Degryse   |
| 1997  | Mark Pembridge |
| 1998  | Paolo Di Canio |
| 1999  | Benito Carbone |

| Année | Gagnant               |
| ----- | --------------------- |
| 2000  | Niclas Alexandersson  |
| 2001  | Gerald Sibon          |
| 2002  | Derek Geary           |
| 2003  | Alan Quinn            |
| 2004  | Guylain Ndumbu-Nsungu |
| 2005  | Steve MacLean         |
| 2006  | Graham Coughlan       |
| 2007  | Glenn Whelan          |
| 2008  | Mark Beevers          |
| 2009  | Marcus Tudgay         |

| Année | Gagnant             |
| ----- | ------------------- |
| 2010  | Lee Grant           |
| 2011  | Neil Mellor         |
| 2012  | José Semedo         |
| 2013  | Lewis Buxton        |
| 2014  | Liam Palmer         |
| 2015  | Keiren Westwood     |
| 2016  | Fernando Forestieri |

Autres joueurs emblématiques
- Madjid Bougherra
- Carlton Palmer
- Kevin Pressman
- Derek Dooley
- Trevor Francis
- Chris Bart-Williams
- Lee Bradbury
- Steve Watson
- Ron Springett
- Mel Sterland
- Chris Waddle
- Des Walker
- Mark Robins
- Andy Booth
- Marlon Broomes
- Paul Warhurst
- Peter Atherton
- Jamie Vardy
- Richard Cresswell
- Maurice Ross
- Jimmy Blair
- Neil Dewar
- Andrew Wilson
- Joe Nibloe
- Kevin Moran
- John Sheridan
- Nigel Worthington
- Mark Pembridge
- Benito Carbone
- Paolo Di Canio
- Gilles De Bilde
- Roland Nilsson
- Petter Rudi
- Dejan Stefanović
- Patrick Blondeau
- Danny Maddix

## Structures du club

### Équipementiers et sponsors
Depuis la saison 2014-2015 l'équipementier du club est Sondico.